# ماكس هوفمان
ماكس هوفمان (بالألمانية: Max Hoffmann) (25 يناير 1869- 8 ديسمبر 1927) كان ضابط ألماني واستراتيجي عسكري خلال الحرب العالمية الأولى.و له مكانة كونه أحد أفضل القادة في الفترة الامبراطورية.
ولد في هومبيرغ ودرس في الأكاديمية العسكرية البرسية والتحق بالجيش البروسي في 1887. وأيضاً دخل كلية اركان الحرب وتخرج منها في عام 1889، قضى ستة شهور في روسيا كمترجم و5 سنوات في هيئة الأركان العليا كمتخصص في الشؤون الروسية وضعت على عاتقه مهمة تحديد احتمالية سعي روسيا للهجوم وخلال الحرب الروسية اليابانية خدم مراقب.

## الحرب العالمية الأولى

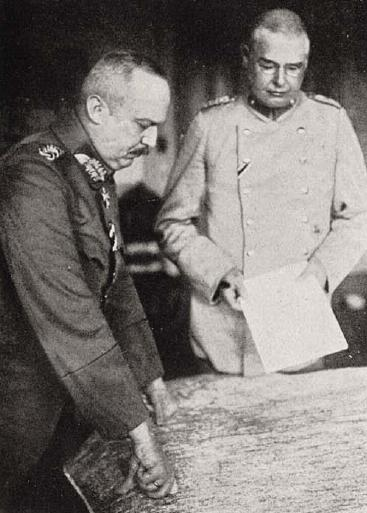
الجنرال الألماني إريك لودندورف (على اليسار) مع الكورونيل ماكس هوفمان على الجبهة الشرقية، 1915-1916

عند اندلاع الحرب العالمية الأولى كان نائب رئيس هيئة اركان الجيش الألماني الثامن المتمركز في شرق بروسيا. في بداية أشهر الحرب كان الجيش الألماني الثامن هو المدافع عن شرق بروسيا من الهجوم الروسي، تمكن الجيش الروسي الأول والثاني من تحقيق النصر في معركة كومبنين، امر الجيش الألماني الثامن ماكسميليان فون بريتوتز أصدر أمراً بالانسحاب إلى نهر فيستولا مما يعني التخلي عن شرق بروسيا للروس ولكنه كان مرتاحاً لقراره لأنه نال استحسان بول فون هايندنبيرغ وإريك لودندورف.
انقسم الجيشان الروسيان مما صعب مساعة بعضهم الآخر وقد علم ماكس هوفمان ذلك من خلال رسائل الراديو، وكان يعلم بأن قائدي الجيشان الروسيان كان يكره أحدهما الآخر، عند ذلك اقترح هوفمان خطة لمهاجمة الجيش الروسي الثاني بقيادة الكساندر سامسونوف في الجنوب تحرك هاندنبيرغ بسرعة وحقق النصر على الروس في معركة تاننبيرغ وثم تحرك الجيش الثامن شمالاً لتحقيق النصر في معركة بحيرات ماسوريان على الجيش الروسي الأول بقيادة بيول فون راننكامف وطرد الروس من بروسيا حتى نهاية الحرب.
بعد عودة هايندنبيرغ ولودندروف إلى برلين عين أمير بافاريا ليوبولد هوفمان كقائد لكل جيوش الجبهة الشرقية وكانت حتى الوحدات النمساوية تحت قيادته.
بعد ثورة فبراير أرادت الحكومة الروسية الجديدة بقيادة ألكسندر كيرينسكي ان يقوم بهجوم على جبهة واسعة على الالمان، طلب هوفمان من لوندردوف مسانده السابق خلال حملة تاننبيرغ أن يرسل تعزيزات له من الجبهة الغربية لدك الروس وإخراجهم من الحرب، تم إرسال 6 قطاعات لهوفمان حيث قام بهجوم معاكس على طول الجبهة وخلال اسبوعان دخل ريغا، مما أدى لتوقيع الروس معاهدة بريست ليتوفسك.

## روابط خارجية
- ماكس هوفمان على موقع الموسوعة البريطانية (الإنجليزية)